# Serra de Picamena
La Serra de Picamena és una serra situada al municipi de Tagamanent a la comarca del Vallès Oriental, amb una elevació màxima de 930 metres.